# Drakenbloedboom (soort)
De drakenbloedboom (Dracaena draco) of drakenboom is een plant die van nature voorkomt op de Canarische Eilanden, Kaapverdië en Madeira. In 1996 is een populatie aangetroffen in Marokko in de Anti-Atlas. De drakenbloedboom is het natuurlijke, "groene" symbool van het eiland Tenerife.
De plant is vrijwel niet meer in wilde staat te vinden. De tot 12 meter hoge plant wordt gekarakteriseerd door één of meerdere stammen met een relatief dichte, parapluvormige kroon met dikke bladeren. Het is een langzaam groeiende plant, die er tien jaar over doet om een hoogte van 1 m te bereiken. Omdat het een eenzaadlobbige is, heeft deze geen jaarringen. De leeftijd van de plant kan alleen geschat worden aan de hand van het aantal vertakkingen. Van de planten wordt aangenomen dat ze duizenden jaren oud kunnen worden. Het oudste, bekende exemplaar groeit in Icod de los Vinos op het noordwesten van Tenerife.
Als de bast wordt ingesneden of de bladeren worden gekneusd, scheidt de plant een roodachtig hars uit, dat bekendstaat als drakenbloed. Dit werd gebruikt door de Romeinen en middeleeuwse alchemisten. De mensen geloofden dat het bloed was van Europese draken.

## Guanches
Op de Canarische eilanden speelde de drakenbloedboom een belangrijke rol in het religieuze leven van de oorspronkelijke bewoners, de Guanches. Daarnaast gebruikten zij het sap van de boom als helend smeersel en om hun doden te balsemen. In de Middeleeuwen bracht men het sap in verband met hekserij omdat het, aan de lucht blootgesteld, oranjerood kleurt. Vandaar de naam drakenbloed. Drakenbloed werd nog recentelijk gebruikt voor medicinale en cosmetische doeleinden, en verder als kleur- of verfstof. Italiaanse vioolbouwers, bijvoorbeeld, voegden het toe aan de lak van door hen gebouwde instrumenten.

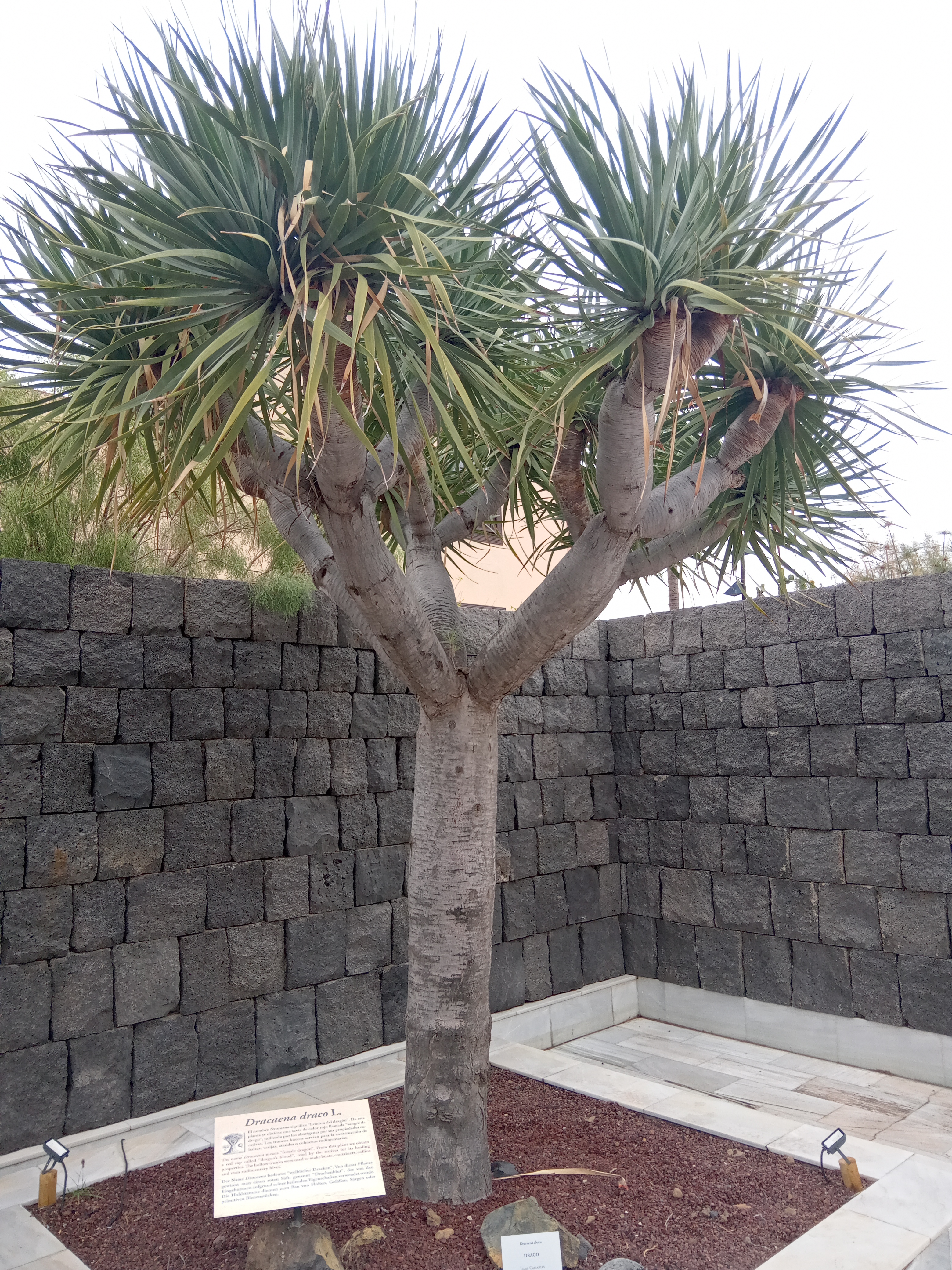
Drakenbloedboom Dracaena draco